# Benny Welter
Benny Welter (* 5. April 1981) ist ein luxemburgischer Eishockeyspieler, der seit 2011 beim IHC Beaufort spielt. Seit 2016 nimmt er mit der Mannschaft an der belgischen National League Division I und seit 2022 auch wieder an der luxemburgischen Liga teil.

## Karriere
Benny Welter begann seine Karriere bei Hiversport Luxembourg. Von 2000 bis 2004 war er Rekordmeister Tornado Luxembourg aktiv, für den er sowohl unterklassig in Deutschland als auch in der luxemburgischen Liga spielte. 2003 gewann er mit dem Klub die luxemburgische Meisterschaft. Nachdem er von 2004 bis 2008 beim EHC Troisdorf in der viertklassigen Regionalliga Nordrhein-Westfalen gespielt hatte, kehrte er zu Tornado zurück und stand dort in der französischen Division 3, der dritthöchsten Spielklasse des Landes auf dem Eis. Seit 2011 steht er beim IHC Beaufort unter Vertrag. Dort spielte er zunächst in der Rheinland-Pfalz-Liga, einer regionalen Spielklasse der fünften deutschen Ligastufe. Seit 2016 tritt er mit dem Team in der belgischen National League Division I, der zweithöchsten Spielklasse des Landes, an. Seit 2022 spielt er mit dem Klub auch wieder in der luxemburgischen Liga.

### International
Im Juniorenbereich spielte Welter für Luxemburg bei der U18-D-Europameisterschaft 1998 und der U18-Weltmeisterschaft der Europa-Division 2 2000 sowie 2001 bei der Qualifikation zur Division III der U20-Weltmeisterschaft.
Mit der Herren-Nationalmannschaft nahm Welter erstmals an der D-Weltmeisterschaft 2000 teil. Nach der Umstellung auf das heutige Divisionensystem spielte er 2002, 2004 und 2018 in der Division II, aus der die Moselfranken jedoch jeweils absteigen mussten. Dabei blieben sie 2002 und 2004 sieglos, während 2018 der 2:1-Erfolg gegen Nordkorea nicht zum Klassenerhalt reichte. So spielte er 2003, als der sofortige Wiederaufstieg erreicht wurde, 2005, 2006, 2007, 2008, 2009, als er als Torschützenkönig und drittbester Scorer hinter seinem Landsmann Robert Beran und dem Neuseeländer Brett Speirs auch als bester Spieler seiner Mannschaft ausgezeichnet wurde, 2010, 2011, 2012, 2013, als er erneut zum besten Spieler seiner Mannschaft gewählt wurde, 2014, 2015, 2017, als den Luxemburgern 13 Jahre nach dem Abstieg der Wiederaufstieg in die Division II gelang, 2019 und 2022 in der Division III. Zudem stand er im Aufgebot seines Landes bei der Olympiaqualifikation für die Winterspiele in Peking 2022.

## Erfolge und Auszeichnungen
- 2003 Luxemburgischer Meister mit Tornado Luxembourg
- 2003 Aufstieg in die Division II bei der Weltmeisterschaft der Division III
- 2009 Torschützenkönig bei der Weltmeisterschaft der Division III
- 2017 Aufstieg in die Division II, Gruppe B, bei der Weltmeisterschaft der Division III